# Romenay
Romenê (en arpità) o Romenay (en francès) és un municipi francès situat al departament de Saona i Loira i a la regió de Borgonya - Franc Comtat. L'any 2009 tenia 1.626 habitants.

## Història
| Data d'elecció                           | Identitat     | Partit | Qualitat |
| ---------------------------------------- | ------------- | ------ | -------- |
| 2008-                                    | Didier Gerolt |        |          |
| les dades anteriors no són pas conegudes |               |        |          |
|                                          |               |        |          |

## Demografia
| A partir de 1990: Població sense dobles comptes |